# Эдвардс, Бетти
Бе́тти Э́двардс (англ. Betty Edwards; род. 1926, Сан-Франциско, США) — американский преподаватель искусства, доктор наук, основоположник методики правополушарного рисования, автор бестселлеров «Художник внутри вас» и «Раскройте в себе художника».

## Биография
Родилась в 1926 году в городе Сан-Франциско штата Калифорния.
Поступила в Калифорнийский государственный университет на факультет искусств, который окончила в 1947 году со степенью бакалавра искусства. Там же, в 1976 году получила степень магистра и доктора наук в области искусства, образования и психологии.
Обучала слушателей в Высшей школе «Венис» в Лос-Анджелесе, затем в местном колледже. С 1987 и по 1991 год работала преподавателем в Калифорнийском университете, обучая студентов рисунку, живописи, истории искусств, арт-подготовке преподавателей и теории цвета. После выхода на пенсию основала центр образовательных программ, изучающих полушария головного мозга.
В разные годы деятельности проводила профессиональные семинары по всему миру, а также занималась бизнес-консультированием крупных национальных и международных корпораций по вопросам решения различных творческих проблем.
Книга «Откройте в себе художника» стала бестселлером, выпущенным на разных языках мира включая английский, французский, испанский, немецкий, польский, венгерский, русский и японский языки. Сегодня на её основе преподаются уроки изобразительного искусства во многих школах мира, а также многочисленные курсы по рисованию и пластике для взрослых.
Один из её учеников Стив Лестер живёт и работает в Москве, Санкт-Петербурге и Нижнем Новгороде, обучая по методу Бетти Эдвардс скульптурной пластике и правополушарному рисованию.

## Теория правополушарного рисования
Концепция метода основана на работах Роджера Сперри касающихся функциональной специализации полушарий головного мозга. Благодаря физическому разделению мозга на два полушария он использует два способа переработки реальности. Один из них использует аналитический и вербальный режим мышления — им перерабатываются речь, звуки, математические вычисления и алгоритмы. Второй использует образный и перцепционный режим — он отвечает за восприятие цвета, сравнение размеров и перспективы предметов, видя их целиком «как есть». Впоследствии, в работах Бетти эти режимы получили названия «Л-режима» и «П-режима» соответственно.
Суть метода правополушарного рисования заключается во временном подавлении работы левого полушария и передачу ведущей роли в рисовании правому, более пригодному для этой деятельности. При работе игнорируются мнения из памяти о том, как объект должен выглядеть. Вместо этого художник «видит объект на самом деле» — сравнивая его размер в целом, размер отдельных элементов, отношение пространства, света и тени и объединении всего этого в единую картину. Для этого используется ряд упражнений, облегчающих переход начинающего художника в «П» режим.
Иногда метод правополушарного рисования ошибочно путают с рисованием преимущественно левой рукой и рисованием только перевёрнутых предметов. В действительности, левши и правши могут использовать наиболее развитую из своих рук, а рисование перевёрнутых картин является только тренировочными занятиями, проходящими на первоначальных этапах обучения.
Согласно методу Бетти Эдвард рисование состоит из 5 базовых навыков, и двух тренировочных.
Базовые навыки:
1. Восприятие краёв
2. Восприятие пространства
3. Восприятие соотношений
4. Восприятие света и тени
5. Восприятие целостного образа или гештальта

Тренировочные навыки:
1. Рисование по памяти
2. Рисование при помощи воображения

Метод Эдвардс, впервые опубликованный в 1979 году быстро стал революционным и получив положительную оценку среди признанных художников и преподавателей, которые немедленно взяли его на вооружение.

## Семья
У Бетти Эдвардс есть сын, дочь и двое внуков. В настоящее время она живёт и работает в Сан-Диего в Калифорнии. В её интересы, помимо живописи входят садоводство, кулинария и чтение.

## Книги
- «Художник внутри вас» (1979), переиздания в 1989, 1999 и 2008 годах.
- «Откройте в себе художника» (2000), переиздания в 2004 и 2009 годах.
- «Цвет: искусство смешивания цветов» (2004).